# Vahedin Ajeti
Vahedin Ajeti (ur. 30 grudnia 1960 w Titovej Mitrovicy – jugosłowiański i kosowski piłkarz.